# Шумово (Нижньогородська область)
Шумово (рос. Шумово) — присілок в Гагинському районі Нижньогородської області Російської Федерації.
Населення становить 1 особу. Входить до складу муніципального утворення Большеаратська сільрада.

## Історія
Від 2009 року входить до складу муніципального утворення Большеаратська сільрада.

## Населення
| 2002 | 2010 |
| ---- | ---- |
| 17   | ↘1   |